# Alessandro Baronti
Alessandro Baronti (Florència, 4 de juny de 1967) va ser un ciclista italià, professional des del 1995 al 2001. En el seu palmarès destaquen les victòries en una etapa del Giro d'Itàlia de 1997 i el Giro del Laci del mateix any.

## Palmarès
- 1992
  - 1r a la Milà-Rapallo
- 1993
  - 1r al Gran Premi de la Indústria del marbre
  - 1r al Giro del Valdarno
- 1994
  - 1r al Giro del Belvedere
  - 1r al Trofeo Sportivi di Briga
- 1997
  - 1r al Giro del Laci
  - Vencedor d'una etapa del Giro d'Itàlia
- 1999
  - 1r al Giro de la província de Siracusa
  - 1r al Gran Premi de la Indústria i el Comerç de Prato
- 2000
  - 1r al Giro d'Oro

### Resultats al Tour de França
- 1996. 112è de la classificació general
- 1999. 138è de la classificació general

### Resultats al Giro d'Itàlia
- 1997. 70è de la classificació general. Vencedor d'una etapa
- 1998. Abandona